# Ballon d'Or 2024
De Ballon d'Or 2024 was de achtenzestigste editie van het Ballon d'Or-gala, georganiseerd door France Football en voor het eerst opnieuw in samenwerking met FIFA. Tot en met 2023 kenden France Football en FIFA elk hun eigen prijzen toe, respectievelijk de Ballon d'Or en The Best FIFA Football Awards. Vanaf deze editie reiken beide organisaties samen de Gouden Bal uit aan de beste spelers en trainers van het jaar, na eerder al samengewerkt tussen 2010 en 2015.
Het vond plaats op 28 oktober 2024 in het Théâtre du Châtelet te Parijs. Rodri en Aitana Bonmatí wonnen de belangrijkste prijzen. De 30 genomineerden werden op 4 september 2022 bekendgemaakt.

## Stemprocedure
De winnaar werd gekozen door een jury van journalisten uit landen in de top 100 van de FIFA-wereldranglijst en oud-voetballers.

## Uitslag

### Ballon d'Or
Rodri won de Ballon d'Or, waarmee hij de eerste verdedigende speler was die deze prestigieuze prijs sinds Fabio Cannavaro in 2006 won. Zijn overwinning werd vooral toegeschreven aan zijn cruciale rol in het succes van Manchester City en Spanje, waarmee hij dat seizoen zowel de Premier League als het Europees Kampioenschap won.
Vinícius Júnior en Jude Bellingham, het duo bij Real Madrid, maakten het podium compleet. Geen van beiden was echter aanwezig op de ceremonie, nadat eerder op de dag duidelijk werd dat Vinícius de prijs niet zou winnen. 

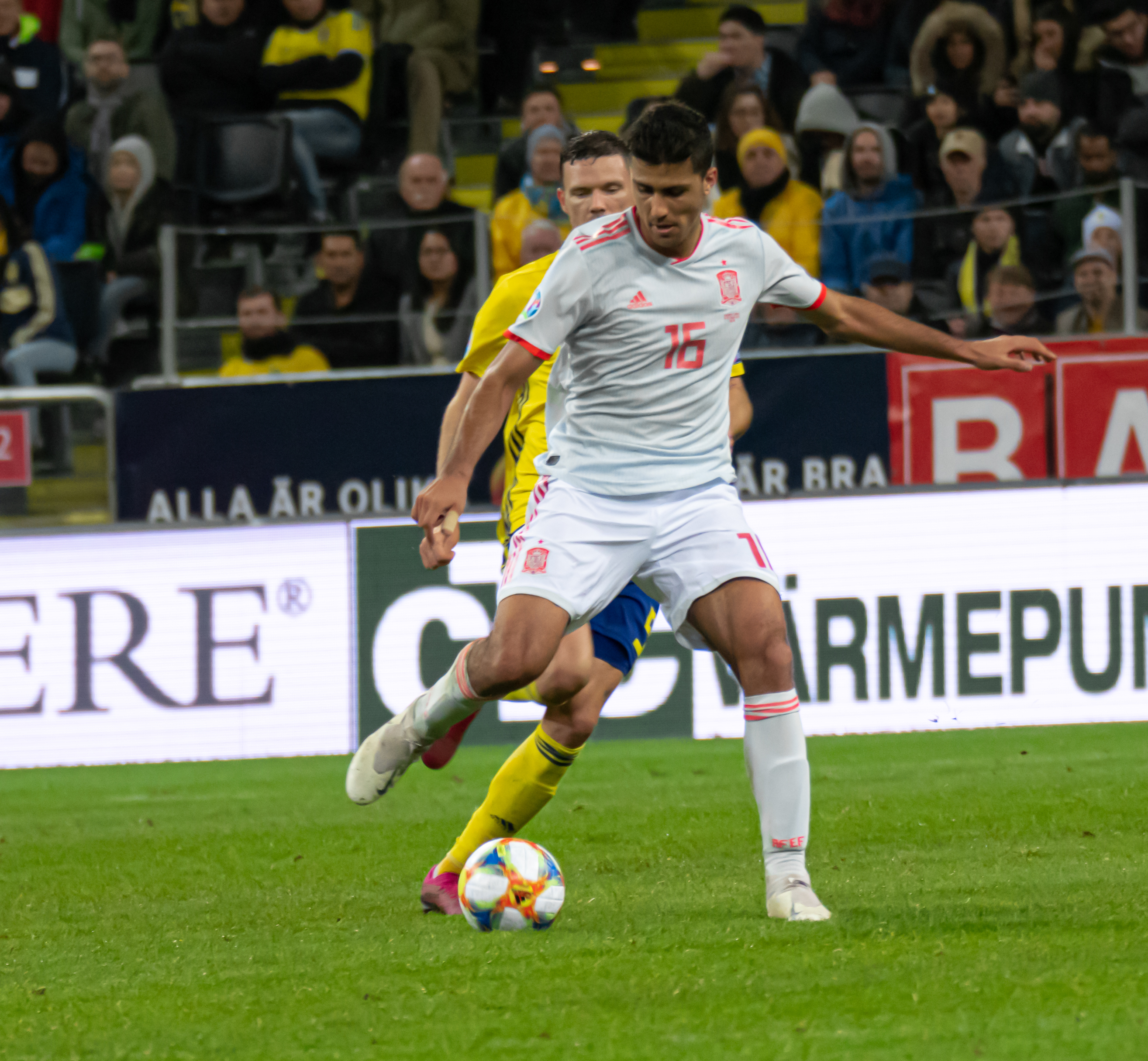
Rodri

| №   | Speler             | Club                | Punten |
| --- | ------------------ | ------------------- | ------ |
| 01. | Rodri              | Manchester City     |        |
| 02. | Vinícius Júnior    | Real Madrid         |        |
| 03. | Jude Bellingham    | Real Madrid         |        |
| 04. | Daniel Carvajal    | Real Madrid         |        |
| 05. | Erling Haaland     | Manchester City     |        |
| 06. | Kylian Mbappé      | Paris Saint-Germain |        |
| 07. | Lautaro Martínez   | Internazionale      |        |
| 08. | Lamine Yamal       | FC Barcelona        |        |
| 09. | Toni Kroos         | Real Madrid         |        |
| 10. | Harry Kane         | Bayern München      |        |
| 11. | Phil Foden         | Manchester City     |        |
| 12. | Florian Wirtz      | Bayer Leverkusen    |        |
| 13. | Dani Olmo          | RB Leipzig          |        |
| 14. | Ademola Lookman    | Atalanta Bergamo    |        |
| 15. | Nico Williams      | Athletic Club       |        |
| 16. | Granit Xhaka       | Bayer Leverkusen    |        |
| 17. | Federico Valverde  | Real Madrid         |        |
| 18. | Emiliano Martínez  | Aston Villa         |        |
| 19. | Martin Ødegaard    | Arsenal             |        |
| 20. | Hakan Çalhanoğlu   | Internazionale      |        |
| 21. | Bukayo Saka        | Arsenal             |        |
| 22. | Antonio Rüdiger    | Real Madrid         |        |
| 23. | Rúben Dias         | Manchester City     |        |
| 24. | William Saliba     | Arsenal             |        |
| 25. | Cole Palmer        | Chelsea             |        |
| 26. | Declan Rice        | Arsenal             |        |
| 27. | Vitinha            | Paris-Saint-Germain |        |
| 28. | Alejandro Grimaldo | Bayer Leverkusen    |        |
| 29. | Artem Dovbyk       | Girona              |        |
| 30. | Mats Hummels       | Borussia Dortmund   |        |

### Ballon d'Or Féminin
Aitana Bonmatí won de prijs voor de beste voetbalster van het jaar. Ze volgde haarzelf op nadat ze ook in 2023 tot beste speelster gekroond werd.

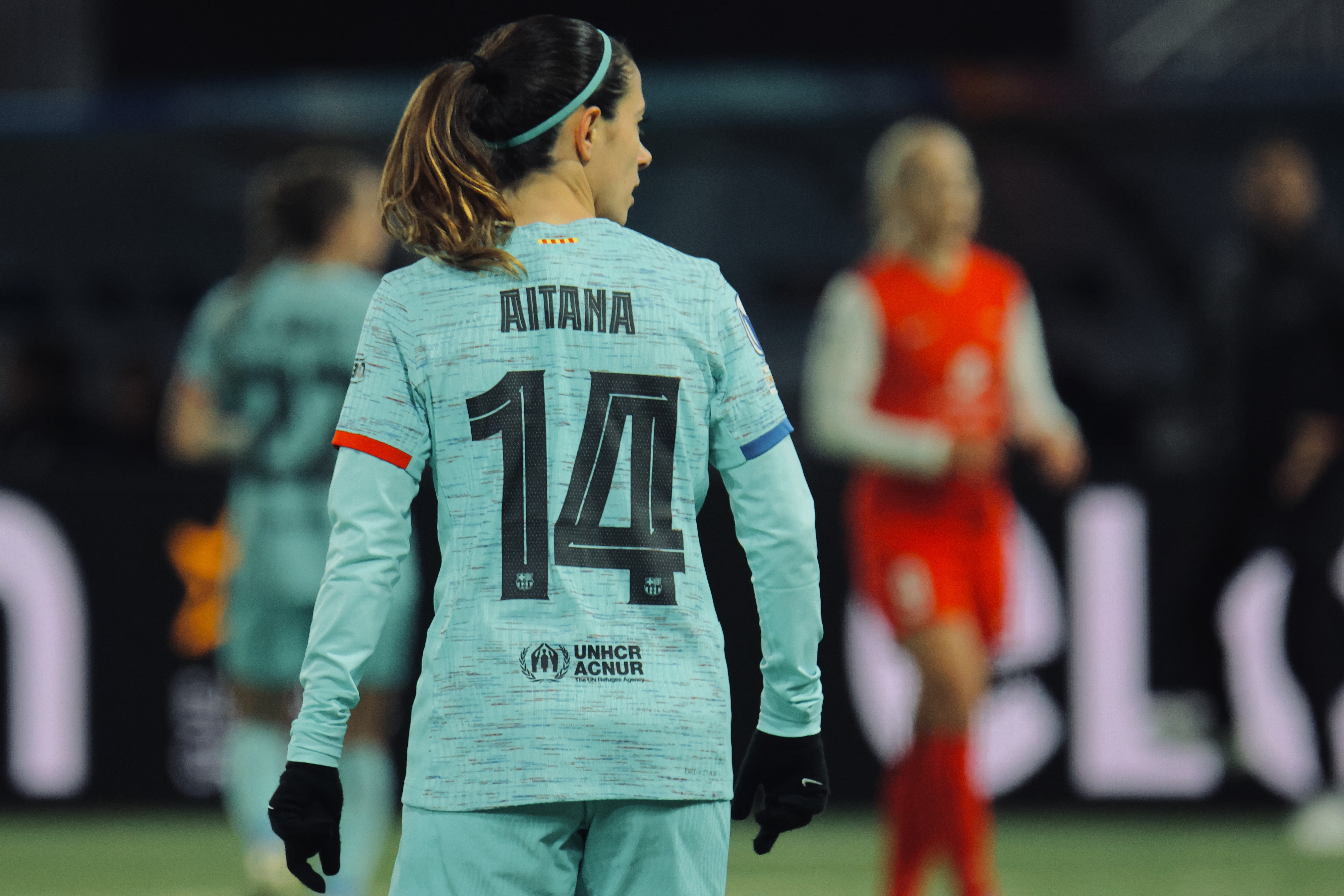
Aitana Bonmatí tijdens het seizoen

| №    | Speler                    | Club                | Punten |
| ---- | ------------------------- | ------------------- | ------ |
| 01.  | Aitana Bonmatí            | FC Barcelona        |        |
| 02.  | Caroline Graham Hansen    | FC Barcelona        |        |
| 03.  | Salma Paralluelo          | FC Barcelona        |        |
| 04.  | Sophia Smith              | Portland Thorns     |        |
| 05.  | Lindsey Horan             | Olympique Lyon      |        |
| 06.  | Mallory Swanson           | Chicago Red Stars   |        |
| 07.  | Marie-Antoinette Katoto   | Paris Saint-Germain |        |
| 08.  | Mariona Caldentey         | FC Barcelona        |        |
| 09.  | Trinity Rodman            | Washington Spirit   |        |
| 010. | Alexia Putellas           | FC Barcelona        |        |
| 011. | Patricia Guijaro          | FC Barcelona        |        |
| 012. | Barbra Banda              | Orlando Pride       |        |
| 013. | Lauren James              | Chelsea FC          |        |
| 014. | Ada Hegerberg             | Olympique Lyonnais  |        |
| 015. | Khadija Shaw              | Manchester City     |        |
| 016. | Tabitha Chawinga          | Olympique Lyon      |        |
| 017. | Alyssa Naeher             | Chicago Red Stars   |        |
| 018. | Gabi Portilho             | Corinthians FC      |        |
| 019. | Giulia Gwinn              | FC Bayern München   |        |
| 020. | Lucy Bronze               | FC Barcelona        |        |
| 021. | Mayra Ramirez             | Chelsea FC          |        |
| 022. | Glódís Perla Viggósdóttir | FC Bayern München   |        |
| 023. | Tarciane                  | Houston Dash        |        |
| 024. | Lea Schüller              | FC Bayern München   |        |
| 025. | Sjoeke Nüsken             | Chelsea FC          |        |
| 026. | Yui Hasegawa              | Manchester City     |        |
| 027. | Manuela Guigliani         | AS Roma             |        |
| 028. | Lauren Hemp               | Manchester City     |        |
| 029. | Ewa Pajor                 | VfL Wolfsburg       |        |
| 030. | Grace Geyoro              | Paris Saint-Germain |        |

### Kopa Trophy
Lamine Yamal won de prijs voor de beste voetballer onder de 21 jaar. Hij volgt daarmee de Engelsman Jude Bellingham op. Yamal is, met zijn 17 jaar, de jongste speler ooit die de prijs in ontvangst mocht nemen.
| №   | Speler             | Club                | Punten |
| --- | ------------------ | ------------------- | ------ |
| 01. | Lamine Yamal       | FC Barcelona        |        |
| 02. | Arda Güler         | Real Madrid         |        |
| 03. | Kobbie Mainoo      | Manchester United   |        |
| 04. | Savinho            | Girona FC           |        |
| 05. | Pau Cubarsí        | FC Barcelona        |        |
| 06. | Alejandro Garnacho | Manchester United   |        |
| 06. | João Neves         | SL Benfica          |        |
| 08. | Karim Konaté       | Red Bull Salzburg   |        |
| 08. | Mathys Tel         | Bayern München      |        |
| 08. | Warren Zaïre-Emery | Paris Saint-Germain |        |

### Yashin Trophy
Emiliano Martínez won voor tweede jaar op rij van de beste doelman van het jaar, vernoemd naar Lev Jasjin. 
| №   | Speler               | Club                | Punten |
| --- | -------------------- | ------------------- | ------ |
| 01. | Emiliano Martínez    | Aston Villa         |        |
| 02. | Unai Simón           | Athletic Club       |        |
| 03. | Andrij Loenin        | Real Madrid         |        |
| 04. | Gianluigi Donnarumma | Paris Saint-Germain |        |
| 05. | Mike Maignan         | AC Milan            |        |
| 06. | Yann Sommer          | Inter Milan         |        |
| 07. | Giorgi Mamardashvili | Valencia CF         |        |
| 08. | Diogo Costa          | FC Porto            |        |
| 09. | Ronwen Williams      | Mamelodi Sundowns   |        |
| 10. | Gregor Kobel         | Borussia Dortmund   |        |

### Club van het jaar

#### Mannen
Real Madrid won de Primera División en de Champions League.

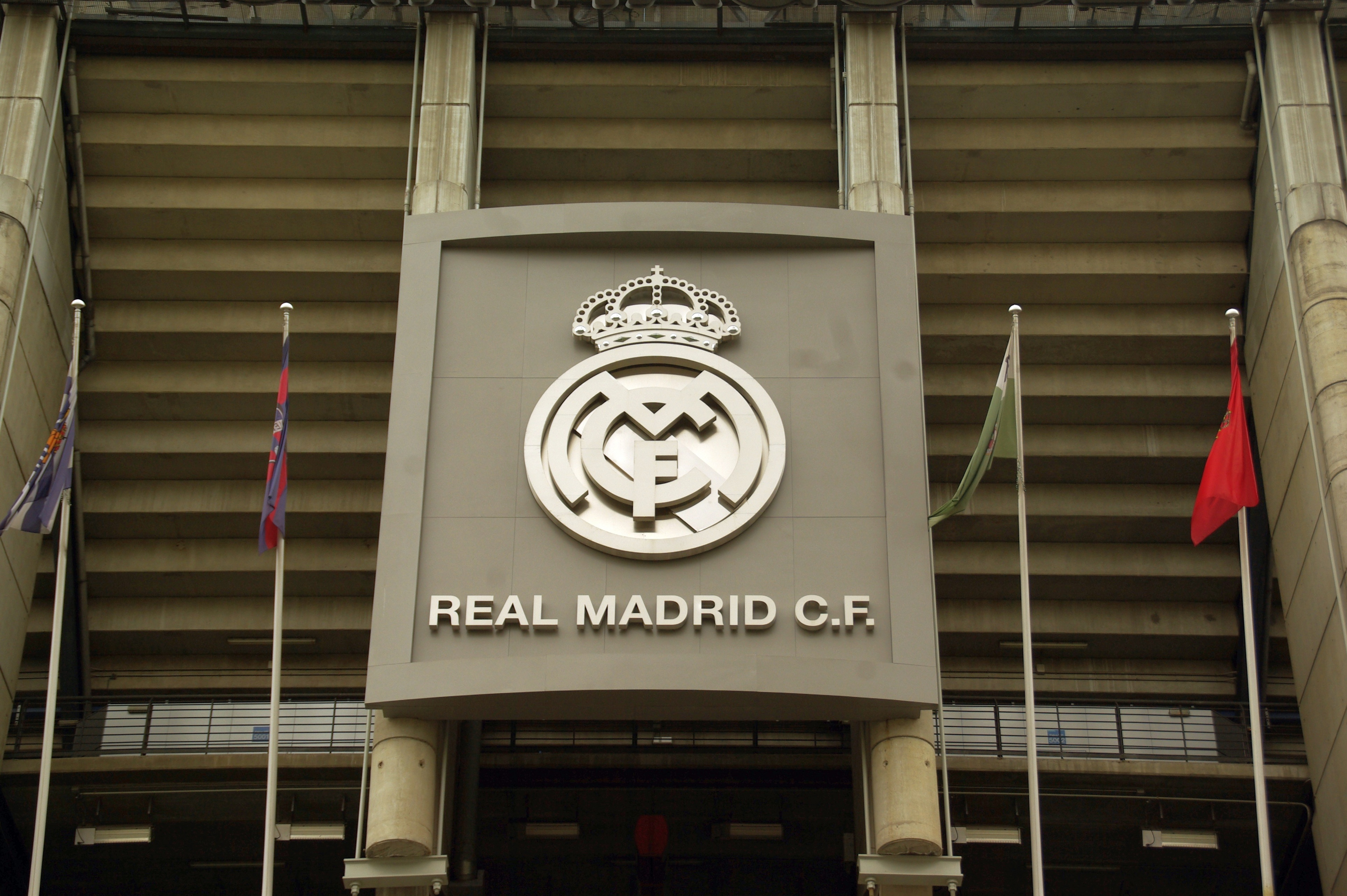
Real Madrid won de prijs voor de beste club van het jaar.

| №   | Club              | Punten |
| --- | ----------------- | ------ |
| 01. | Real Madrid       |        |
| 02. | Bayer Leverkusen  |        |
| 03. | Borussia Dortmund |        |
| 04. | Girona            |        |
| 05. | Manchester City   |        |

#### Vrouwen
| №   | Club                | Punten |
| --- | ------------------- | ------ |
| 01. | FC Barcelona        |        |
| 02. | Chelsea             |        |
| 03. | Olympique Lyon      |        |
| 04. | NJ/NY Gotham FC     |        |
| 05. | Paris-Saint-Germain |        |

### Johan Cruyff Trophy
De prijs voor beste coach van het jaar werd vanaf dit jaar vernoemd naar Johan Cruijff. Voor zowel de mannen en de vrouwen werden zes coaches genomineerd.

#### Mannen
| №   | Speler               | Club             | Punten |
| --- | -------------------- | ---------------- | ------ |
| 01. | Carlo Ancelotti      | Real Madrid      |        |
| 02. | Xabi Alonso          | Bayer Leverkusen |        |
| 03. | Luis de la Fuente    | Spanje           |        |
|     | Gian Piero Gasperini | Atalanta Bergamo |        |
|     | Pep Guardiola        | Manchester City  |        |
|     | Lionel Scaloni       | Argentinië       |        |

#### Vrouwen
| №   | Speler           | Club                           | Punten |
| --- | ---------------- | ------------------------------ | ------ |
| 01. | Emma Hayes       | Chelsea LFC Verenigde Staten   |        |
| 02. | Jonatan Giráldez | FC Barcelona Washington Spirit |        |
| 03. | Arthur Elias     | Corinthians Brazilië           |        |
|     | Sonia Bompastor  | Olympique Lyon                 |        |
|     | Filipa Patão     | SL Benfica                     |        |
|     | Sarina Wiegman   | Engeland                       |        |

### Gerd Müller Trophy
Harry Kane won de prijs voor de topschutter van het jaar, vernoemd naar Gerd Müller. Ook Kylian Mbappé scoorde 52 doelpunten, maar was niet aanwezig om de prijs in ontvangst te nemen.
| №   | Speler        | Club                | Goals |
| --- | ------------- | ------------------- | ----- |
| 01. | Harry Kane    | Bayern München      | 52    |
| 01. | Kylian Mbappé | Paris Saint-Germain | 52    |

### Socrates Award
Jennifer Hermoso won de prijs voor een speler die zich maatschappelijk heeft ingezet, vernoemd naar Sócrates. Ze werd, na Sadio Mané en Vinícius Júnior, de derde winnaar van de prijs.
| №   | Speler           | Club        | Reden |
| --- | ---------------- | ----------- | ----- |
| 01. | Jennifer Hermoso | Tigres UANL |       |

France Football:
1956 · 
1957 · 
1958 · 
1959 · 
1960 · 
1961 · 
1962 · 
1963 · 
1964 · 
1965 · 
1966 · 
1967 · 
1968 · 
1969 · 
1970 · 
1971 · 
1972 · 
1973 · 
1974 · 
1975 · 
1976 · 
1977 · 
1978 · 
1979 · 
1980 · 
1981 · 
1982 · 
1983 · 
1984 · 
1985 · 
1986 · 
1987 · 
1988 · 
1989 · 
1990 · 
1991 · 
1992 · 
1993 · 
1994 · 
1995 · 
1996 · 
1997 · 
1998 · 
1999 · 
2000 · 
2001 · 
2002 · 
2003 · 
2004 · 
2005 · 
2006 · 
2007 · 
2008 · 
2009 · 
2016 · 
2017 · 
2018 · 
2019 · 
2021 · 
2022 · 
2023 · 
2024